# Еміліано Бігіка
Еміліано Бігіка (італ. Emiliano Bigica, нар. 4 вересня 1973, Барі) — італійський футболіст, що грав на позиції півзахисника. По завершенні ігрової кар'єри — тренер. З 2017 року входить до тренерського штабу клубу «Фіорентина».
Виступав, зокрема, за «Фіорентину», з якою став володарем Кубка та Суперкубка Італії. Також грав за молодіжну збірну Італії, у складі якої став чемпіоном Європи 1994 року.

## Ігрова кар'єра
Народився 4 вересня 1973 року в місті Барі. Вихованець футбольної школи клубу «Барі».
У дорослому футболі дебютував виступами за команди Серії С1 «Емполі» та «Потенца», а 1993 року повернувся в рідне «Барі». Там у першому ж сезоні він допоміг клубу вийти до Серії А, в якій провів ще один рік.
Своєю грою у вищому дивізіоні Бігіка привернув увагу представників тренерського штабу «Фіорентини», до складу якої приєднався 1995 року за 6 мільярдів лір. Відіграв за «фіалок» наступні чотири сезони своєї ігрової кар'єри. За цей час 1996 року виборов титул володаря Кубка Італії та став володарем Суперкубка Італії.
В подальшому протягом 1999—2002 років захищав кольори клубів «Наполі» та «Салернітана» у Серії Б, а з початку 2003 року став грати у клубах Серії С2 «Ночеріна», «Мантова» та «Потенца».
Завершив професійну ігрову кар'єру у клубі Серії С1 «Новара», за який виступав протягом 2005—2007 років.

## Виступи за збірні
Залучався до складу молодіжної збірної Італії, з якою став молодіжним чемпіоном Європи 1994 року у Франції.

## Кар'єра тренера
По завершенні кар'єри гравця залишився у «Новарі», тренуючи юнацьку команду, де пропрацював з 2007 по 2009 рік.
З липня 2009 року став працювати головним тренером, очолюччи аматорські італійські команди
2016 року став Італія U-17 , тренував юнацьку збірну Італії один рік.
Протягом тренерської кар'єри також очолював команди клубів «Віджевано» з Серії D, а потім «Вербанія» та «Спортінг Беллінцаго» з Еччеленци.
Згодом з 2014 по 2016 рік працював з юнацькою командою «Емполі», з якою 2015 року став фіналістом чемпіонату Італії до 17 років..
4 серпня 2016 року він був призначений тренером юнацької збірної Італії до 17 років, а 18 липня 2017 року став тренером молодіжної команди «Фіорентини», з якою він досяг у сезоні 2017/18 фіналу турніру Віареджо і фіналу молодіжного чемпіонату Італії, втім в обох вирішальних матчах програли одноліткам з «Інтернаціонале».

## Титули і досягнення

### Як гравця
- Володар Кубка Італії (1):

«Фіорентина»: 1995–1996
- Володар Суперкубка Італії (1):

«Фіорентина»: 1996
- Чемпіон Європи серед молодіжних команд (1):

1994